# Burnon
Burnon (en allemand : Burno) est un village de la commune belge de Fauvillers située en Région wallonne dans la province de Luxembourg. Avant la fusion des communes de 1977, il faisait partie de la commune de Hollange.

## Géographie
Burnon se trouve à cinq kilomètres au nord du village de Fauvillers.